# Richard Miller (Maler)
Richard Miller (* 5. Mai 1905 in Leipzig; † 21. Januar 1959 in Dresden) war ein deutscher Maler und Grafiker.

## Leben und Werk
Miller arbeitete von 1922 bis 1925 in Leipzig als Gebrauchsgrafiker und besuchte daneben die Abendschule der Staatlichen Akademie für graphische Künste und Buchgewerbe. Anschließend studierte er an der Akademie bei Fritz Rentsch (1867 – 1946), ab 1929 mit einem Stipendium der Stadt Leipzig.  Dann studierte er bei Richard Müller und Robert Sterl an der Kunstakademie Dresden, wo er dann Meisterschüler von Georg Lührig wurde. Ab 1934 war er freischaffend in Dresden tätig. Das Adressbuch verzeichnete ihn 1943 im Künstlerhaus Dresden Loschwitz.
Nach der Teilnahme als Soldat der Wehrmacht am Zweiten Weltkrieg und der Kriegsgefangenschaft arbeitete Miller wieder als freischaffender Maler in Dresden-Loschwitz. Er war Mitglied im Verband Bildender Künstler der DDR.

## Werke (Auswahl)
- Salzgasse in Dresden (vor 1930)[2]

- Liegender weiblicher Akt (Kreidezeichnung)[3]
- Eichen am Hang im Vorfrühling (vor 1953, Öl, 55 × 65 cm; auf der Dritten Deutsche Kunstausstellung)
- Dresden. Stadtsilhouette vom linken Elbufer (1954, Aquarell)[4]
- Wachwitzer Kirchweg (1952, Tafelbild, Öl)[5][6]
- Straßenbild in Loschwitz (vor 1962, Tafelbild, Öl)[7]

## Ausstellungen (mutmaßlich unvollständig)
- 1930: Dresden, Brühlsche Terrasse („Dresdner Kunst 1930“)
- 1949 und 1962/1963: Dresden, 2. und Fünfte Deutsche Kunstausstellung